# Corumbá Lake
Corumbá Lake är en reservoar i Brasilien.   Den ligger i delstaten Goiás, i den sydöstra delen av landet, 230 km söder om huvudstaden Brasília. Corumbá Lake ligger 593 meter över havet. Arean är 38 kvadratkilometer. Den sträcker sig 32,7 kilometer i nord-sydlig riktning, och 14,8 kilometer i öst-västlig riktning.
Omgivningarna runt Corumbá Lake är huvudsakligen savann. Runt Corumbá Lake är det ganska glesbefolkat, med 39 invånare per kvadratkilometer.